# Håkan Waernulf
John Håkan Ingemar Waernulf, född den 3 juni 1935 i Uppsala församling, Uppsala län, död den 28 maj 2021 i Åhus distrikt i Skåne län, var en svensk militär.

## Biografi
Waernulf avlade officersexamen vid Krigsskolan 1959 och utnämndes samma år till fänrik vid Norrbottens pansarbataljon, där han befordrades till löjtnant 1961. Han tjänstgjorde från 1962 vid Göta livgarde och befordrades 1967 till kapten. Han tjänstgjorde vid Arméstaben 1970–1980: först som detaljchef och sedan som chef för Personalavdelningen i Sektion 3 1976–1980. Han befordrades till major 1972 och till överstelöjtnant 1975. Åren 1980–1981 var han bataljonschef vid Södermanlands regemente och 1981–1985 chef för Pansartruppernas stridsskola, 1982 befordrad till överste. År 1985 befordrades han till överste av första graden och var 1985–1990 pansarinspektör och chef för Arméns pansarcentrum. Waernulf var 1990–1995 chef för 13. arméfördelningen (som 1994 ändrade namn till Södra arméfördelningen).
Håkan Waernulf invaldes 1988 som ledamot av Kungliga Krigsvetenskapsakademien.